# Маркиз Эйлса
Маркиз Эйлса с острова Эйлса-Крейг в Айршире (англ. Marquess of Ailsa) — наследственный титул в системе Пэрства Соединённого королевства.

## История
Титул маркиза Эйлса был создан 10 сентября 1831 года для Арчибальда Кеннеди, 12-го графа Кассилиса (1770—1846).
Титул графа Кассилиса был создан в 1509 году для Дэвида Кеннеди, 3-го лорда Кеннеди (1463—1513). Титул лорда Кеннеди в системе Пэрства Шотландии был создан в 1457 году.
В 1759—1762 годах титулы и поместья был предметом спора между Уильямом Дугласом, графом Марчем и Рагланом (1724—1810), будущим 4-м герцогом Куинсберри (с 1778), и Томасом Кеннеди, 4-м баронетом из Калейна (ум. 1775). Уильям Дуглас был сыном Уильяма Дугласа, 2-го графа Марча, и леди Энн Гамильтон, суо-юре графини Раглан. Энн Гамильтон был старшей дочерью Джона Гамильтона, 1-го графа Раглена (ок. 1664—1744), от его первой жены Энн Кеннеди (ум. 1699), единственной дочери Джона Кеннеди, 7-го графа Кассилиса (1653—1701), от первого брака с леди Сюзанной Гамильтон (ум. 1694). Уильям Дуглас стал именовать себя «Уильям, граф Кассилис, Раглен и Марч».
Его оппонентом был сэр Томас Кеннеди, 4-й баронет из Калейна (ум. 1775), второй сын сэра Джона Кеннеди, 2-го баронета из Калейна (ум. 1742) и внук сэра Арчибальда Кеннеди, 1-го баронета из Калейна (ум. 1710), потомка Гилберта Кеннеди, 3-го графа Кассилиса (1515—1558). В 1744 году после смерти своего бездетного старшего брата Джона Кеннеди, 3-го баронета, Томас Кеннеди унаследовал титул баронета.
27 января 1762 года Палата лордов Великобритании официально признала Томаса Кеннеди, 4-го баронета из Калейна, прямого мужского потомка Дэвида Кеннеди, 1-го графа Кассилиса, следующим графом Кассилисом.
12 ноября 1806 года Арчибальд Кеннеди, 12-й граф Кассилис (1770—1846), получил титул  барона Эйлса в системе Пэрства Соединённого королевства.
Название титула происходит от острова Эйлса-Крейг в заливе Ферт-оф-Клайд. Этот остров до сих пор принадлежит семье, но в настоящее время он выставлен на продажу за 1 500 000 фунтов стерлингов.
Джеймс Кеннеди (ок. 1408—1465), архиепископ Сент-Эндрюса (1440—1465), был младшим братом Гилберта Кеннеди, 1-го лорда Кеннеди.
Маркиз Эйлса — наследственный вождь шотландского клана Кеннеди.
Родовая резиденция — Кассиллис-хаус и замок Калейн в окрестностях Мейбол в графстве Айршир (Шотландия).

## Лорды Кеннеди (1457)
- 1457—1480: Гилберт Кеннеди, 1-й лорд Кеннеди (22 февраля 1405 — 27 марта 1489), сын сэра Джеймса Кеннеди «Младшего» и леди Мэри Стюарт (ум. 1458), дочери короля Шотландии Роберта III Стюарта
- 1480—1508: Джон Кеннеди, 2-й лорд Кеннеди (22 октября 1451 — 29 декабря 1508), единственный сын предыдущего
- 1508—1513: Дэвид Кеннеди, 3-й лорд Кеннеди (1463 — 9 сентября 1513), единственный сын предыдущего от первого брака, граф Кассилис с 1509 года.

## Графы Кассилис (1509)
- 1509—1513: Дэвид Кеннеди, 1-й граф Кассилис (1463 — 9 сентября 1513), единственный сын 2-го лорда Кеннеди
- 1513—1527: Гилберт Кеннеди, 2-й граф Кассилис (до 1454 — между 24 и 30 августа 1527), сын предыдущего
- 1527—1558: Гилберт Кеннеди, 3-й граф Кассилис (12 мая 1515 — 15 ноября 1558), сын предыдущего
- 1558—1576: Гилберт Кеннеди, 4-й граф Кассилис (ок. 1541 — 14 декабря 1576), старший сын предыдущего
- 1576—1615: Джон Кеннеди, 5-й граф Кассилис (ок. 1573 — 14 ноября 1615), старший сын предыдущего
- 1615—1668: Джон Кеннеди, 6-й граф Кассилис (ум. апрель 1668), старший сын Нью Кеннеди, мастера Кассилиса (1576 — до 1607), внук Гилберта Кеннеди, 4-го графа Кассилиса
- 1668—1701: Джон Кеннеди, 7-й граф Кассилис (ноябрь 1653 — 23 июля 1701), единственный сын предыдущего от второго брака
- 1701—1759: Джон Кеннеди, 8-й граф Кассилис (апрель 1700 — 7 августа 1759), единственный сын Джона Кеннеди, лорда Кеннеди (ок. 1672—1700), внук Джона Кеннеди, 7-го графа Кассилиса
- 1762—1775: Томас Кеннеди, 9-й граф Кассилис (умер 30 ноября 1775), ранее 4-й баронет из Калейна (с 1744), второй сын сэра Джона Кеннеди, 2-го баронета из Калейна (ум. 1742), внук Арчибальда Кеннеди, 1-го баронета из Калейна (ум. 1710), правнук сэра Джона Кеннеди (ум. 1665)
- 1775—1792: Дэвид Кеннеди, 10-й граф Кассилис (до 1734 — 18 декабря 1792), младший брат предыдущего
- 1792—1794: Арчибальд Кеннеди, 11-й граф Кассилис (до 1736 — 30 декабря 1794), сын Арчибальда Кеннеди (ок. 1685—1763) и внук Александра Кеннеди (ум. ок. 1698), правнук сэра Александра Кеннеди (ум. 1652)
- 1794—1846: Арчибальд Кеннеди, 12-й граф Кассилис (февраль 1770 — 8 сентября 1846), старший сын предыдущего, маркиз Эйлса с 1831 года.

## Маркизы Эйлса (1831)
- 1831—1846: Арчибальд Кеннеди, 1-й маркиз Эйлса (февраль 1770 — 8 сентября 1846), старший сын 11-го графа Кассилиса;
- 1846—1870: Арчибальд Кеннеди, 2-й маркиз Эйлса (25 августа 1816 — 20 марта 1870), старший сын Арчибальда Кеннеди, графа Кассилиса (1794—1832), внук предыдущего;
- 1870—1938: Арчибальд Кеннеди, 3-й маркиз Эйлса (1 сентября 1847 — 9 апреля 1938), старший сын предыдущего;
- 1938—1943: Арчибальд Кеннеди, 4-й маркиз Эйлса (22 мая 1872 — 27 февраля 1943), старший сын предыдущего от первого брака;
- 1943—1956: Чарльз Кеннеди, 5-й маркиз Эйлса (10 апреля 1875 — 1 июня 1956), второй сын 3-го маркиза Эйлса от первого брака;
- 1956—1957: Ангус Кеннеди, 6-й маркиз Эйлса (28 октября 1882 — 31 мая 1957), младший брат предыдущего;
- 1957—1994: Арчибальд Дэвид Кеннеди, 7-й маркиз Эйлса (3 декабря 1925 — 7 апреля 1994), единственный сын предыдущего;
- 1994—2015: Арчибальд Ангус Чарльз Кеннеди, 8-й маркиз Эйлса (13 сентября 1956 — 15 января 2015), старший сын предыдущего;
- 2015 — настоящее время: Дэвид Томас Кеннеди, 9-й маркиз Эйлса (род. 3 июля 1958), младший брат предыдущего;
  - Наследник: Арчибальд Дэвид Кеннеди, граф Кассилис (род. 7 сентября 1995), единственный сын предыдущего.